# Monsieur (chanson)
Pour les articles homonymes, voir Monsieur (homonymie).
Chansons représentant le Luxembourg au Concours Eurovision de la chanson
Croire
(1988) Quand je te rêve
(1990)
Monsieur est la chanson représentant le Luxembourg au Concours Eurovision de la chanson 1989. Elle est interprétée par le groupe Park Café, menée par la chanteuse américaine Maggie Parke.
La chanson est la troisième de la soirée, suivant En dag interprétée par Tommy Nilsson pour la Suède et précédant Vi maler byen rød interprétée par Birthe Kjær pour le Danemark.
À la fin des votes, elle obtient 8 points (5 de la France, 3 de l'Espagne) et finit à la vingtième place sur vingt-deux participants.